# Висимское сельское поселение
Висимское се́льское поселе́ние — бывшее муниципальное образование в Добрянском муниципальном районе Пермского края Российской Федерации.
Административный центр — село Висим.

## История
Статус и границы сельского поселения установлены Законом Пермской области от 10 ноября 2004 года № 1743-358 «Об утверждении границ и о наделении статусом муниципальных образований административной территории города Добрянки Пермского края»
Упразднено в 2019 году вместе с другими поселениями муниципального района путём их объединения в Добрянский городской округ.

## Население
| 2010  | 2012  | 2013  | 2014  | 2015  | 2016  | 2017  |
| ----- | ----- | ----- | ----- | ----- | ----- | ----- |
| 1268  | ↗1276 | ↗1298 | ↗1300 | ↘1255 | ↘1233 | ↘1230 |
| 2018  | 2019  |       |       |       |       |       |
| ↘1217 | ↘1192 |       |       |       |       |       |

## Населённые пункты
В состав сельского поселения входили 11 населённых пунктов:
| №  | Населённый пункт | Тип     | Население |
| -- | ---------------- | ------- | --------- |
| 1  | Большое Заполье  | деревня | 4         |
| 2  | Бор-Лёнва        | посёлок | 252       |
| 3  | Висим            | село    | 164       |
| 4  | Захаровцы        | деревня | 2         |
| 5  | Королево         | деревня | 5         |
| 6  | Липово           | деревня | 264       |
| 7  | Малое Заполье    | деревня | 0         |
| 8  | Нижний Лух       | посёлок | 464       |
| 9  | Ольховка         | посёлок | 107       |
| 10 | Роговик          | деревня | 6         |
| 11 | Сибирь           | деревня | 0         |